# 12353 Màrquez
(12353) Màrquez, denumire internațională (12353) Marquez, este un asteroid din centura principală de asteroizi.

## Descriere
12353 Màrquez este un asteroid din centura principală de asteroizi. A fost descoperit pe 20 iulie 1993 la Observatorul La Silla de Eric Walter Elst. Asteroidul prezintă o orbită caracterizată de o semiaxă mare de 2,92 ua, o excentricitate de 0,02 și o înclinație de 2,5° în raport cu ecliptica.